# Oksana Zabužko
Oksana Stefanivna Zabužko (in ucraino Оксана Стефанівна Забужко?; Luc'k, 19 settembre 1960) è una scrittrice e poetessa ucraina.
Figura di grande rilievo nella letteratura ucraina, le sue opere più famose sono state tradotte in oltre 20 lingue.

## Biografia
Oksana Zabužko nasce il 19 settembre 1960 a Luc'k, in Ucraina. Studia filosofia all'università nazionale di Kiev Taras Ševčenko, dove nel 1987 completa il dottorato di ricerca. Nel 1992 insegna all'Università statale della Pennsylvania. Nel 1994 vince il programma Fulbright e insegna letteratura ucraina all'università di Harvard e all'università di Pittsburgh. Attualmente lavora all'Istituto di Filosofia Hryhorij Skovoroda dell'Accademia Nazionale Ucraina delle Scienze.
Zabužko scrisse le sue prime poesie all'età di soli dieci anni, ma la sua prima collezione poetica, pronta ad essere pubblicata già a metà degli anni '70, vide le stampe solo nel 1985 a causa dell'ondata di repressione che portò all'arresto di circa un centinaio di intellettuali ucraini e che colpì letterati, artisti, giornalisti e oppositori del regime sovietico, fra cui i genitori di Oksana. Le sue opere in prosa furono pubblicate inizialmente tra il 1988 e il 1992 in varie riviste letterarie, ma il vero punto di svolta fu costituito dal romanzo autobiografico Sesso ucraino: istruzioni per l'uso (1996). Da allora Zabužko scrisse altre opere minori in prosa, un numero cospicuo di saggi e tre opere maggiori di critica letteraria sui classici della letteratura ucraina: Taras Ševčenko, Ivan Franko e Lesja Ukraïnka.
Oksana Zabužko appartiene a quella generazione che la studiosa letteraria Tamara Hundorova chiama "post-Čornobyl'". Secondo Hundorova il disastro di Černobyl' del 1986, oltre ad essere una delle più grandi catastrofi dei tempi moderni, è anche un "evento simbolico che proietta il testo "post-apocalittico" […] nell'era post-atomica. Čornobyl' segna di fatto la fine dell'Unione Sovietica, o quantomeno la fine della sua legittimità ideologica, e marca l'inizio di una nuova società e letteratura ucraina liberata dal realismo socialista. Una caratteristica importante delle opere di Zabužko è appunto quella di essere "rivolte verso l'esterno", verso il resto del mondo, accessibili al lettore occidentale.
La partecipazione attiva ai vari forum locali ed internazionali, i numerosi premi e adattamenti teatrali e cinematografici contribuirono alla sua visibilità nella sfera pubblica e ad annoverarla fra le maggiori figure di spicco della letteratura ucraina.

## Opere
Secondo William Blacker le opere di Oksana Zabužko trattano principalmente i temi dell'identità nazionale e del genere.
Il suo primo romanzo Sesso ucraino: istruzioni per l'uso, pubblicato nel 1996, è ritenuto una delle "opere chiave nella letteratura post-sovietica in Ucraina".
Con questo libro Zabužko costrinse il pubblico ucraino e la comunità di intellettuali ad affrontare una scrittura femminista innovativa, provocatoria e complessa. Ciò che sorprese maggiormente i critici non furono le discussioni esplicite sul sesso (peraltro scarse nel libro), ma il fatto che questa pungente analisi della disfunzione dello spazio nazionale ucraino e dei limiti posti sul soggetto di sesso femminile dall'immaginario collettivo nazionale, fosse costruita da una donna.
Lo status di bestseller che ottenne il libro testimonia il fatto che Zabužko riuscì, almeno in parte e almeno nel proprio paese, a far sentire la voce subalterna della donna ucraina. Il romanzo ispirò alcuni studi comparativi, in cui venne analizzato accanto alle opere di Jamaica Kincaid, Assia Djebar, Angela Carter, Nicole Brossard, e studiato per la peculiarità del suo stile, caratterizzato dall'intreccio tra la voce "poetica" e quella "intellettuale", che mescolandosi crea una struttura intricata comprensiva di elementi di "écriture féminine".
Il suo libro più recente Il museo dei segreti abbandonati (2009) volge lo sguardo verso la storia dell'Ucraina attraverso tre epoche diverse (la Seconda guerra mondiale, gli anni '70, e gli inizi del nuovo millennio). In particolare, tocca l'argomento dell'esercito insurrezionale ucraino attivo nel paese negli anni '40 e '50, demonizzato e zittito dalla storiografia sovietica. Quest'opera rappresenta la realtà delle relazioni tra i paesi all'interno della struttura dell'URSS, prese in considerazione dall'Occidente solo nel contesto del mito dell'"amicizia delle nazioni".
Il museo dei segreti abbandonati cerca di risolvere il problema dell'assenza delle fonti utili a ricostruire la storia di una nazione. La protagonista del romanzo, impegnata nel risolvere i misteri del passato proprio e quello del suo paese, non trovando gli archivi necessari, decide di far affidamento sui propri ricordi e quelli dei parenti o testimoni, su conversazioni casuali e speculazioni e persino sui sogni, per ricostruire tutte le possibili versioni del passato.
Queste fonti "alternative" evidenziano come la memoria collettiva rappresenti una fonte importante per l'immaginario nazionale, soprattutto per le ex colonie che soffrono spesso dell'assenza di storie scritte e archivi strutturati. Ciò che ne risulta è una "storia" non convenzionale della nazione. Il museo dei segreti abbandonati può essere considerato un romanzo "postcoloniale" e un'indagine sulla produzione della storia.
L'opera di saggistica più famosa scritta da Oksana Zabužko è Notre Dame dell'Ucraina che si concentra sulla scrittrice ucraina Lesja Ukraïnka (1871-1913) attiva nel periodo fin de siècle. Il libro rappresenta anche uno studio dell'intellighenzia ucraina di quei tempi e dei suoi valori culturali. In particolare, questa opera vuole dimostrare come le radici del movimento intellettuale ucraino moderno risiedano non nella tradizione socialista e marxista, ma nel Romanticismo europeo.

### Opere principali

#### Poesia
- Травневий іній (La brina di maggio, 1985)
- Диригент останньої свічки (Il comandante dell'ultima candela, 1990)
- Автостоп (L'autostop, 1994)
- Друга спроба (Il secondo tentativo, 2005)

#### Prosa
- Польові дослідження з українського сексу (Sesso ucraino: istruzioni per l'uso, 1996)
- Сестро, сестро (Sorella, sorella, 2003)
- Музей покинутих секретів (Il museo dei segreti abbandonati, 2009)

#### Saggistica
- (UK)  Notre Dame d’Ukraine: Українка в конфлікті міфологій, (Notre Dame dell'Ucraina: Ukraïnka nel conflitto tra mitologie), 2007
- (UK)  Let my people go. 15 текстів про українську революцію (Let my people go: 15 testi sulla rivoluzione ucraina), 2005
- (UK)  Хроніки від Фортінбраса (Le cronache di Fortinbras), 1999
- (UK)  Філософія української ідеї та європейський контекст: Франківський період ( La filosofia dell'idea ucraina e il contesto europeo: periodo di Franko), 1992
- (PL)  Ukraiński palimpsest. Rozmowy Oksany Zabużko z Izą Chruślińską (Il palinsesto ucraino: conversazioni tra Oksana Zabužko e Iza Chruslinska), 2013

### Opere tradotte in italiano
- Sesso ucraino: istruzioni per l'uso, traduzione di Lorenzo Pompeo, Grzegorz Kowalski e Mariana Prokopovyc, Nardò, Besa editrice, 2008, ISBN 978-88-497-0436-5.

## Onorificenze e premi
- Angelus (2013)
- Premio Antonovyč (2009)

A giugno del 2006 "Let my people go" vinse il premio del giornale Korrespondent come miglior libro documentario, mentre "Il museo dei segreti abbandonati" si aggiudicò quello per il miglior libro ucraino nel 2010.